# حنك أولي

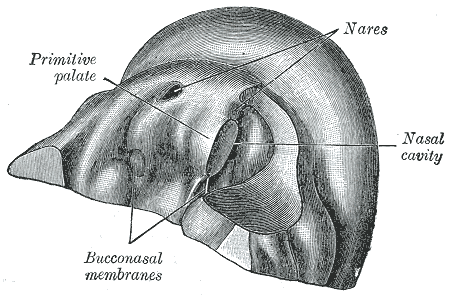

يتكون الحنك البدائي (أو الحنك الأولي) من خلال اندماج نتوءات الفك العلوي والأنف في سقف الثُغَيْرَة)، وتتسع الوهيدات الأنفية الموجودة فوقها إلى الخلف.
ويتكون الحنك الأولي من نتوء الفك العلوي والناتئ الأنفي الإنسي.